# كيمياء الكم النسبية
كيمياء الكم النسبية (Relativistic quantum chemistry) هي فرع من العلوم الذي يجمع بين الميكانيك النسبي (Relativistic mechanics) وبين كيمياء الكم لتفسير خواص وبنية العناصر الكيميائية من المنظور الذري. من الأمثلة التقليدية على كيمياء الكم النسبية استخدام مبدأ التذبذب البلازمي لتفسير اللون الذهبي للذهب.
تطورت مبادئ ميكانيك الكم أولاً بمعزل ودون اعتبار لمبادئ نظرية النسبية؛ إلا أن الدمج بينهما تطور لاحقاً لوصف الظواهر وتقديم التفسيرات لخواص العناصر في الجدول الدوري.

## اقرأ أيضاً
- ميكانيك الكم
- كيمياء كمومية